# Nicholas Payton

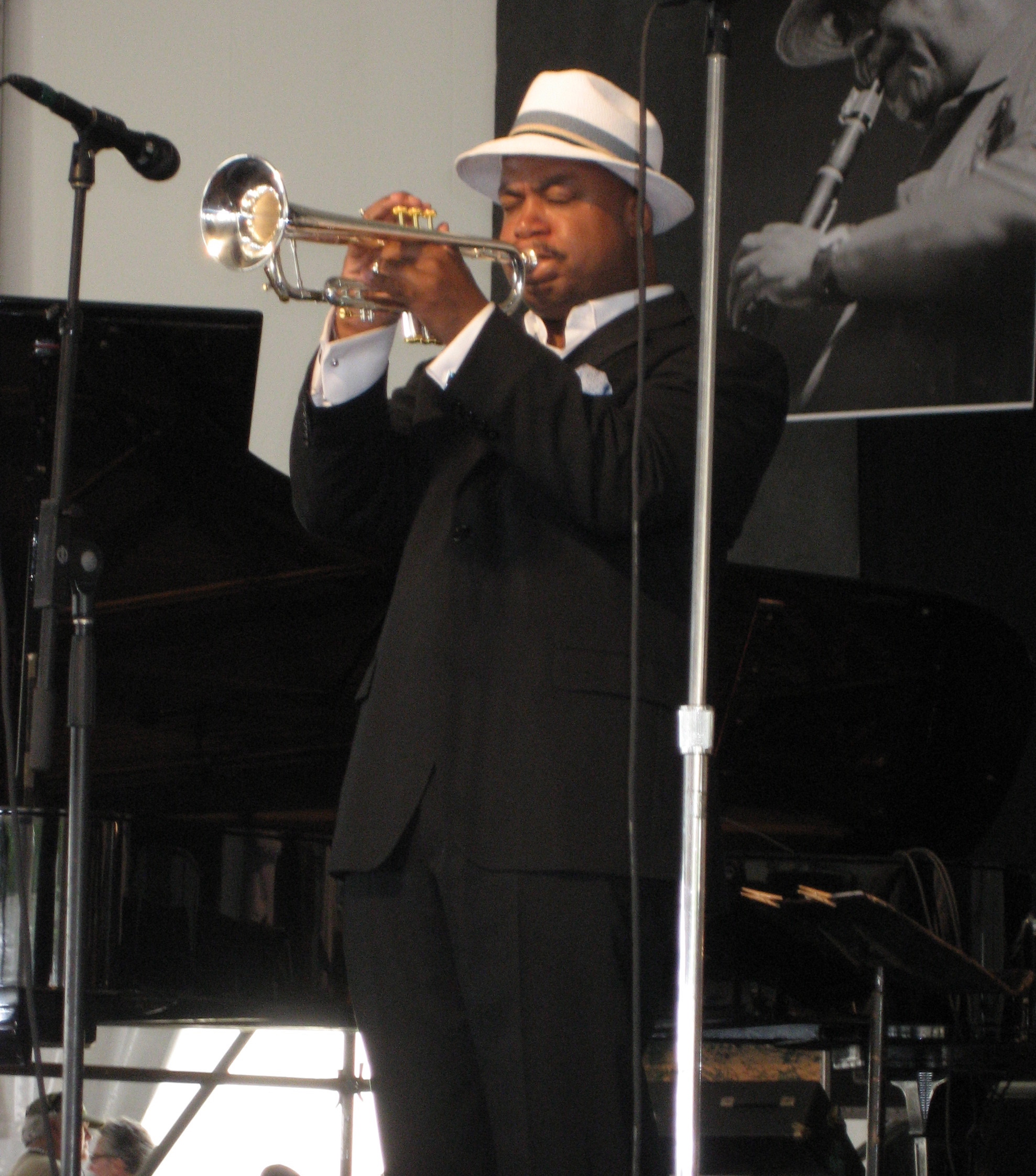
Payton auf dem New Orleans Jazz & Heritage Festival 2007

Nicholas Anthony Payton (* 26. September 1973 in New Orleans) ist ein US-amerikanischer Trompeter und Kornettist des Neobop, der auch Klavier spielt.

## Leben und Karriere
Payton wurde in New Orleans in eine musikalische Familie geboren – seine Mutter war Pianistin und Sängerin, sein Vater Walter Payton Kontrabassist und Tubist – und lernte ab vier Jahren Trompete. Mit neun Jahren spielte er mit seinem Vater in der Young Tuxedo Brass Band und mit zwölf Jahren trat er mit der „All Star Jazz Band“ auf Festivals auch in Europa auf. Der ebenfalls aus New Orleans stammende Wynton Marsalis ermutigte ihn weiter, neben der Schule halb-professionell zu spielen. Er studierte Musik und Trompete am „New Orleans Centre of Creative Arts“ (NOCCA) und danach an der University of New Orleans bei Ellis Marsalis, dem Vater von Wynton Marsalis. Ab den 1990er Jahren spielte er mit bekannten Jazzmusikern wie Clark Terry, Marcus Roberts, Elvin Jones, Courtney Pine, Joshua Redman, Roy Hargrove, Joe Henderson, Wynton Marsalis sowie im SFJazz Collective. 1996 spielte er die Musik für den Film „Kansas City“ von Robert Altman mit ein, als Teil einer „All Star Gruppe“ des jüngeren US-amerikanischen Jazz. Um dieselbe Zeit trat er mit dem Trompeter Doc Cheatham bis kurz vor dessen Tod 1997 auf und nahm auch eine Platte mit ihm auf, für die er einen Grammy (bestes Instrumental-Solo) erhielt. Seine erste Aufnahme als Leader erschien 1994 bei Verve Records. 2023 wurde das Album New Standards Vol. 1, an dem er beteiligt war, mit dem Grammy Award for Best Jazz Instrumental Album ausgezeichnet.

### Debatte um Black American Music
Payton löste Ende 2011 als Blogger eine Debatte aus durch die These, der Jazz sei (seit der Entwicklung zum Cool Jazz mit dem Höhepunkt 1959) tot und die Bezeichnung selbst eine (anfangs rassistische) Etikettierung Weißer, die durch eine Verengung der musikalischen Ausdrucksformen und elitären von außen aufgezwungenen Kategorisierungs- und Abgrenzungsstreitereien der Black American Music (BAM) und ihrer Beziehung zum Publikum geschadet habe. Statt der Bezeichnung Jazz schlägt er die Verwendung von BAM vor, was er auch auf einer Podiumsdiskussion vor einem hochkarätigen Publikum aus der amerikanischen Jazzszene im Birdland im Januar 2012 vorschlug. Moderiert wurde sie durch den Schriftsteller und Kulturkritiker Touré, Teilnehmer waren Gary Bartz (der mit Miles Davis und Charles Mingus arbeitete, die sich in der Vergangenheit ähnlich wie Payton äußerten), Orrin Evans, Marcus Strickland und der Bassist Ben Wolfe.
Payton bevorzugt für seine Musik die Bezeichnung Post-Modern New Orleans Music und sieht den Jazz als erste US-amerikanische Pop-Musik mit Louis Armstrong als deren ersten Pop-Superstar – sich selbst bezeichnet er ironisch als Savior of Archaic Pop.

## Diskografische Hinweise
- From This Moment, Verve 1994
- Gumbo Nouveau, Verve 1995
- mit Christian McBride und Mark Whitfield: Fingerpainting: The Music of Herbie Hancock, Verve 1997
- Doc Cheatham and Nicholas Payton, Verve 1997
- Payton's Place, Verve 1997
- mit Lew Soloff, Tom Harrell, Eddie Henderson: Trumpet Legacy, Milestone 1999
- Dear Louis, Verve 2001 (mit Dianne Reeves, Dr. John)
- Sonic Trance, Warner Brothers 2003
- Afro-Carribean Mixtape, 2017
- Relaxin' with Nick (Smoke Sessions, 2019)
- The Couch Sessions (Smoke Sessions, 2022)[6]
- Terri Lyne Carrington, Kris Davis, Linda May Han Oh, Nicholas Payton & Matthew Stevens: New Standards Vol. 1 (Grammy Award for Best Jazz Instrumental Album 2023)

## Lexikalische Einträge
- Leonard Feather, Ira Gitler: The Biographical Encyclopedia of Jazz. Oxford University Press, New York 1999, ISBN 0-19-532000-X.